# Castillo de Jerez de los Caballeros
El Castillo de Jerez de los Caballeros es una edificación de carácter defensivo y sus orígenes se remontan al siglo XIII. Está en la propia villa de Jerez de los Caballeros que es un municipio español de la provincia de Badajoz, en la comunidad autónoma de Extremadura. El castillo se alza sobre la parte occidental de un cerro, a cuyo alrededor se extiende la localidad del mismo nombre, es decir, un altollano o altiplano que domina la vega que forma el río Ardilla, enclavada en la «Sierra de Santa María», en la zona occidental de Sierra Morena, al suroeste de la provincia de Badajoz. Jerez de los Caballeros está situada en el extremo sudoccidental de la «Sierra del Sur». Es cabecera y sede de la comarca de Sierra Suroeste y del Partido judicial de Jerez de los Caballeros.
Tiene una gran historia ya que estuvo habitada desde el paleolítico pues se encontraron una gran cantidad de dólmenes —que en bretón quiere decir ‘mesa grande de piedra’— en sus inmediaciones. En la actualidad se pueden contemplar todos los estratos históricos desde esa antigua edad. Desde el Neolítico estuvo habitada por fenicios, betures célticos, que inicialmente fueron conocidos como «Ugultiniacum», romanos, visigodos, musulmanes y órdenes de caballería como las del Temple y Santiago se asentaron cronológicamente en estos territorios.
Está bajo la protección de la Declaración genérica del Decreto de 22 de abril de 1949, y la Ley 16/1985 sobre el Patrimonio Histórico Español.

## Historia
El origen del castillo, sus murallas y de la propia localidad de Jerez de los Caballeros ha sido tema de discusión frecuente. La ciudad aparece citada por los geógrafos árabes Al-Umari y Al-Idrisi por lo que se deduce que pudo ser una plaza fuerte hasta que la reconquistó Alfonso IX hacia el año 1238 con la ayuda de las Órdenes del Temple y Santiago. Este rey tuvo una gran actividad de reconquista y recuperó para la Cristiandad las ciudades de Cáceres, Mérida y Badajoz, y en general toda la mitad oeste de la actual comunidad autónoma de Extremadura. En el mismo año de su conquista, 1238, Alfonso IX la donó a la Orden del Temple.

## Muralla urbana

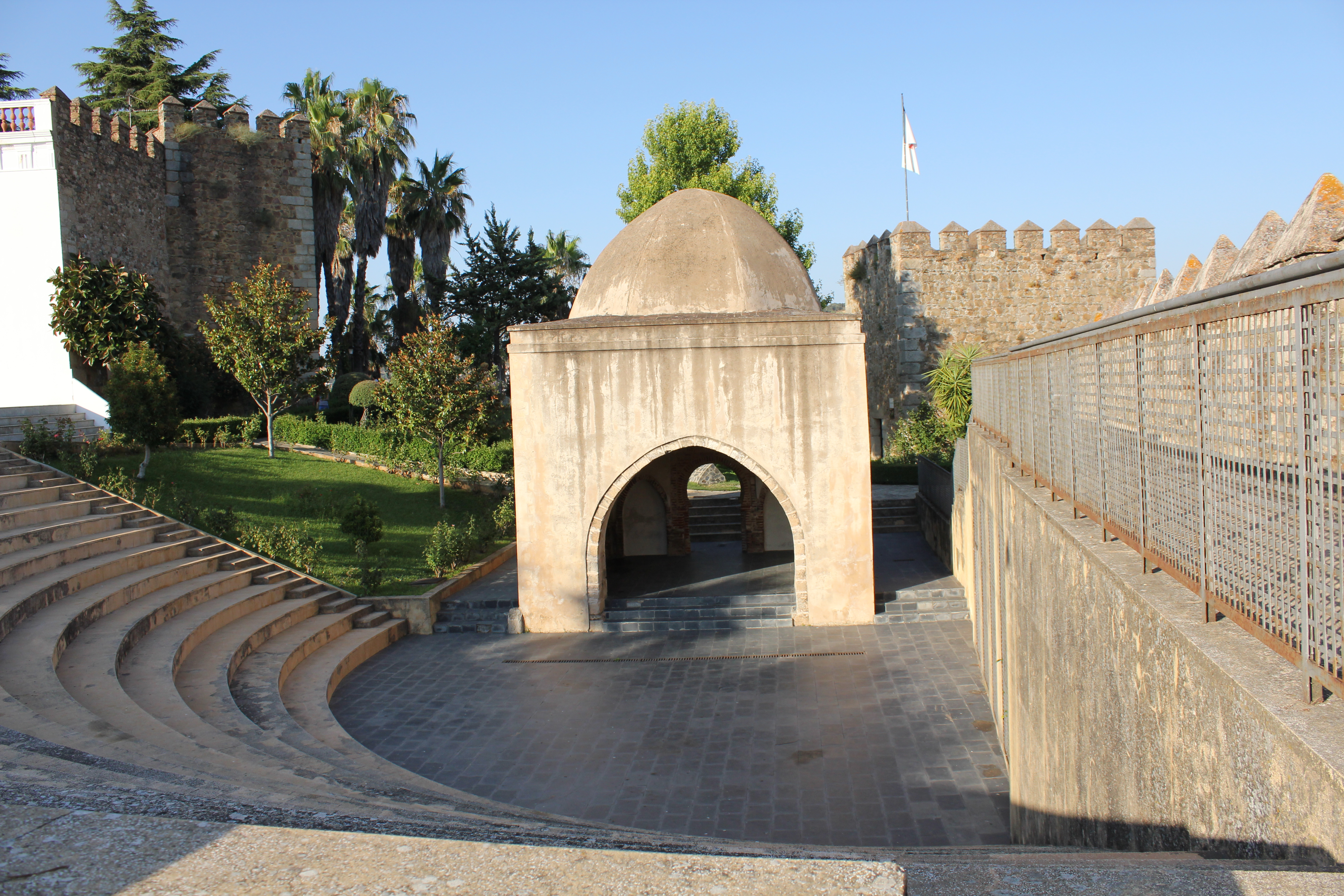
Plaza de la Alcazaba.

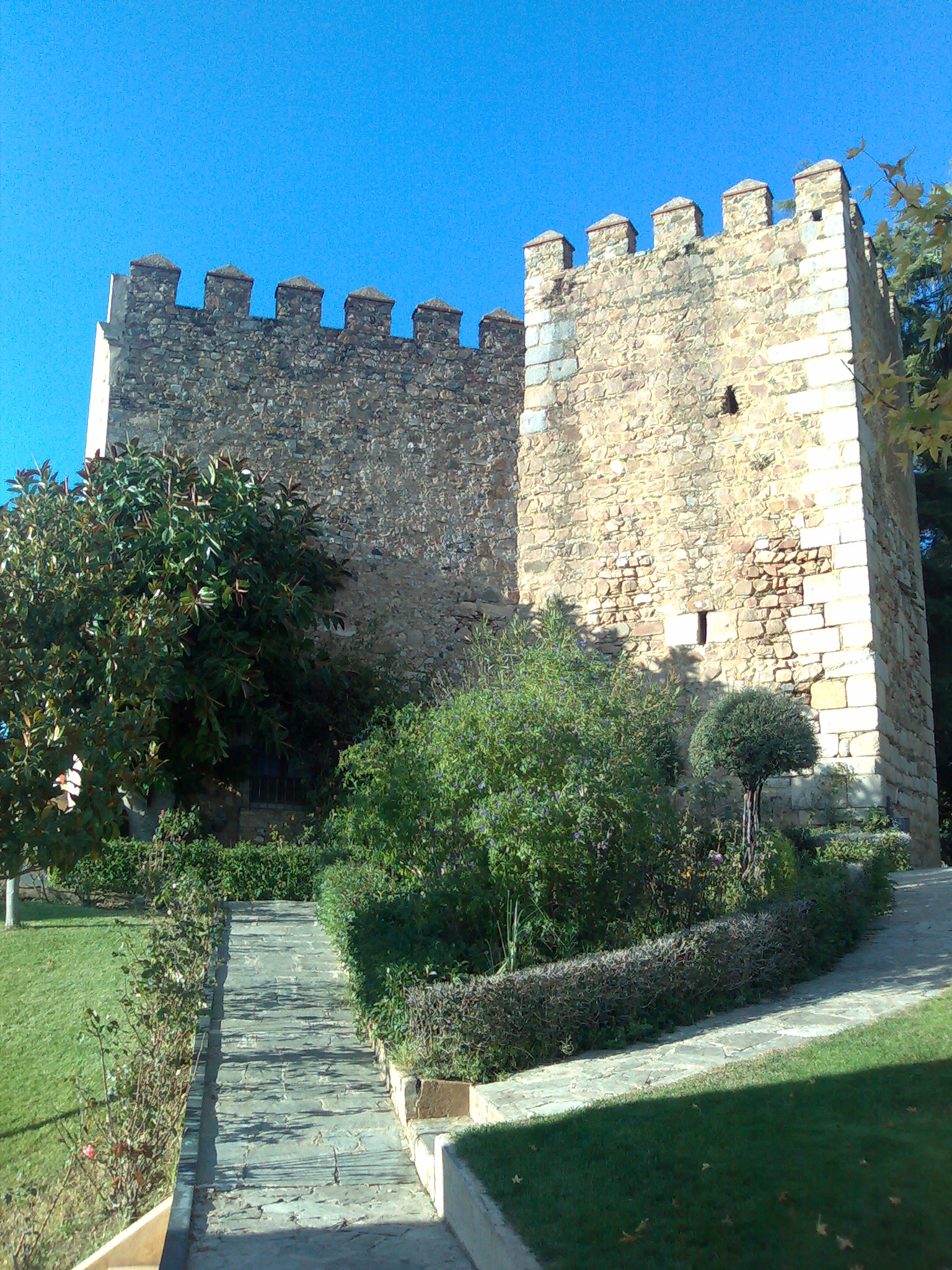
Torreón en esquina y muralla.

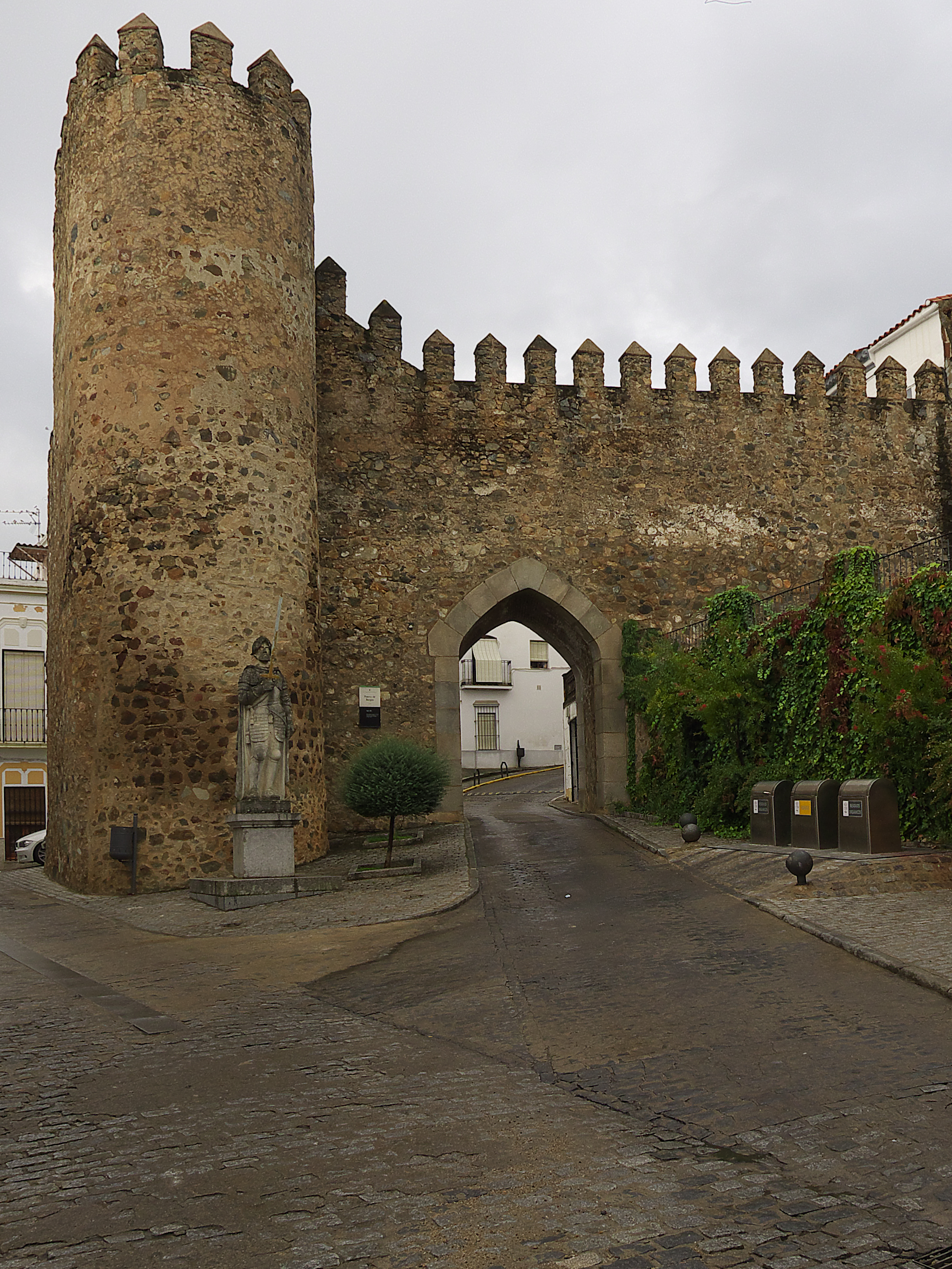
Puerta de Burgos.

La muralla da idea de la capacidad defensiva que tuvo la ciudad durante la Edad Media si bien pasado el siglo XV algunas barriadas comenzaron a construirse fuera de las murallas debido al incremento de la población y de los «oficios». Parece ser que el origen de la muralla fue fenicio, aunque se han encontrado restos que evidencian la presencia romana y visigoda. Perteneció a los musulmanes hasta su reconquista en el año 1238, llevada a cabo por Alfonso IX con ayuda de las órdenes del Temple y de Santiago. Por su cercanía con la frontera, fue asediada por tropas de la vecina Portugal.
Eatá constituida por lienzos que están jalonados por torres semicirculares coronadas por almenas que se han ido reconstruyendo en épocas actuales. El material empleado fue la mampostería y sillería. Disponían de un interesante sistema defensivo y de seguridad al situar las puertas de acceso en baluartes o torreones de los cuales solo se conservan dos: la «Puerta de la Villa» que tiene una conocida «entrada en recodo» y la «Puerta de Burgos», que tiene un vano gótico. De las puertas de «Santiago» y «Alconchel» solo persisten algunos pequeños elementos y las puertas de «Sevilla» y «La Nueva» han desaparecido totalmente.

## El Castillo

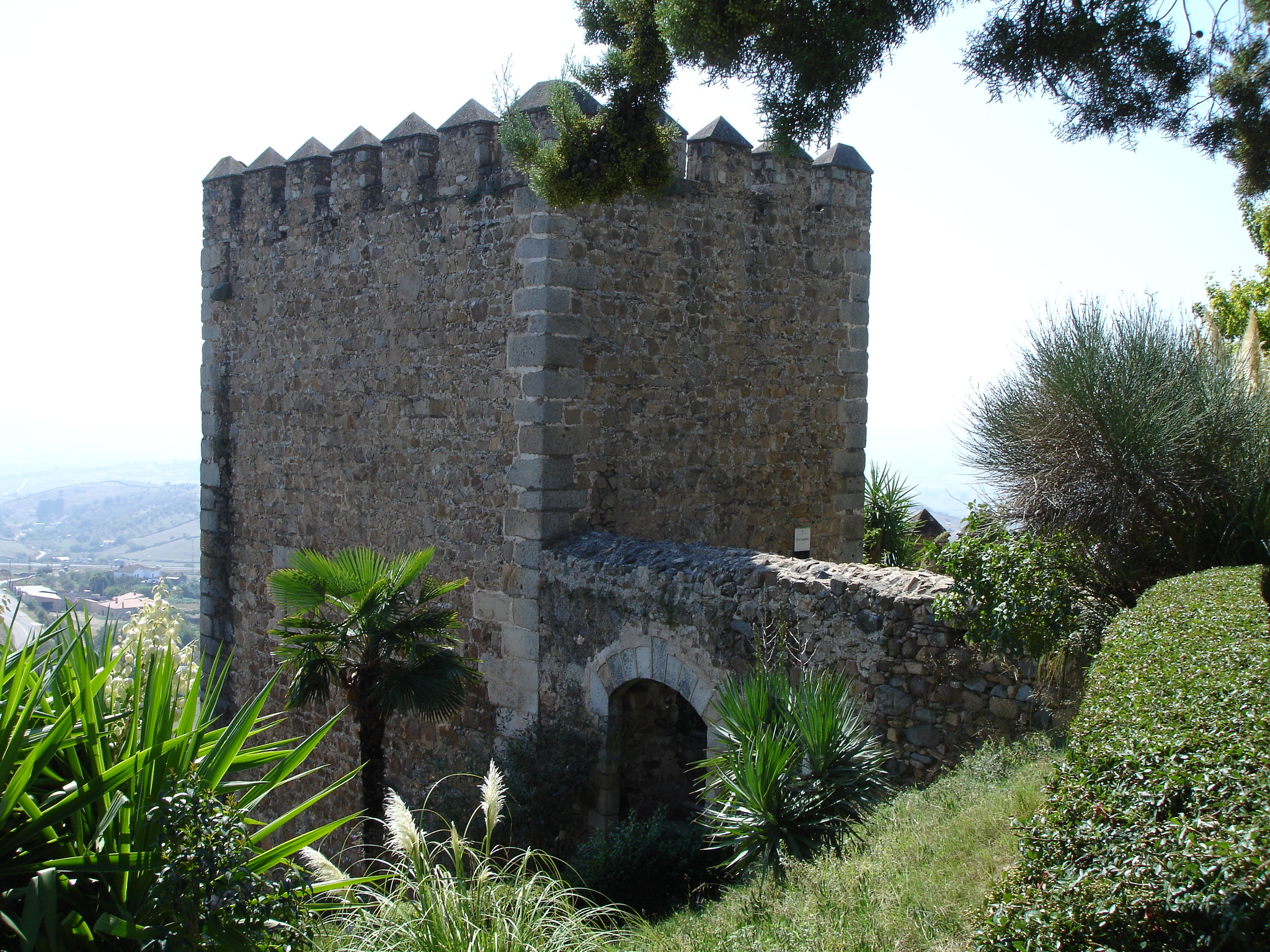
Vista parcial del Castillo.

El castillo es de forma pentagonal irregular y está replegado en uno de los extremos del recinto amurallado, precisamente en la zona donde el terreno es más escarpado y difícil de atacar. En algunas de sus esquinas dispone de torres defensivas entre las que destaca la Torre del homenaje en la zona nororiental. Esta torre tiene una ventana gótica, geminada, —adjetivo que se refiere a un objeto formado por dos elementos iguales o bien distintos colocados en parejas—, y polilobulada. También hay un par de ellas muy interesantes como la «ventana de la Veleta» y la «ventana de las Armas», ambas en la zona norte y las del ««Carbón»» y del «Reloj» en dos lienzos diferentes que forman el ángulo medidional.
El interior de la fortaleza lo ocupa en su mayor parte un bello jardín pero han desaparecido la mayoría de las dependencias. Solo se conserva una pequeña capilla del siglo XV y un aljibe. El material utilizado para la construcción del castillo ha sido la piedra en forma de sillares de buen tamaño. El castillo se ha mantenido en bastante buen estado a pesar de los asedios que ha sufrido. Las almenas se has restaurado. El recinto ha ejercido varias funciones, la más sorprendente y curiosa es que sirvió de mercado de abastos hasta 1950.